# 한국독립당
한국독립당(韓國獨立黨)은 1930년 1월 25일 상하이에서 결성된 대한민국 임시정부의 여당이었다. 대한의 독립을 위하여 일본 제국에 대항한 단체로 이동녕·안창호·이유필·김두봉·안공근·조완구·조소앙 등이 중심이 되어 결성되었다.
1930년 출범 초기에는 중국 국민당 정부처럼 이당치국의 체제를 표방하였기 때문에 한국독립당이 곧 임시 정부 그 자체였지만 점차적으로 다원주의에 입각하여 임정의 여당 형태로 변하였다. 1945년 광복 후에는 대한민국의 정당으로 활동하였다.
1948년 남북협상과 1949년 김구의 피살을 기점으로 세력이 분열되고 약화되어 당을 이루는 주요 세력이 자유당, 민주국민당, 민주공화당, 신민당 등에 흡수되었다. 1966년에 일어난 한국독립당 내란음모사건으로 인해 이듬해 1967년을 기하여 식물 정당 체제를 드러냈고 1970년 1월 25일 신민당에 통합된다.

## 역사

### 결성 (1930년)
'전민족유일당 운동'이 실패하자 공산진영을 필두로 한 좌익진영은 한국유일독립당 촉성회를 일방적으로 해체하고 1929년 10월 26일 유호한국독립운동자동맹(留滬韓國獨立運動者同盟)을 조직하고 기관지 《앞으로》를 발행했다. 이들은 상해한인청년동맹과 통합해 상해한인반제동맹(上海韓人反帝同盟)이 되었다. 민족진영은 공산진영에 대응하고자 임시 정부를 강화하고 이를 중심으로 독립운동의 주도권을 장악하고자 한국독립당 조직을 계획하였다.
한국독립당 결성의 주역은 이동녕을 비롯한 임시 정부의 핵심세력과 흥사단의 안창호였다. 이동녕 등의 임정 핵심세력은 임정의 기능강화와 이에 따른 독립 운동의 활성화를 도모코자 했고, 안창호는 임정을 해체하고 독립운동의 최고기관을 수립코자 했다. 그러나 임정을 어렵게 고수해 온 이동녕·김철을 비롯한 임정의 간부들은 과거 10여년이란 역사를 가진 정부를 해산함은 불가하며, 설령 새로운 기관을 설립한다고 하더라도 반드시 이보다 유리하다고는 할 수 없다고 했다. 이러한 상반된 견해가 좌파세력에 대응한다는 대의 하에 조정되어 한국독립당이 결성되게 되었다.
1930년 1월 25일 민족주의 지도자 이동녕·안창호 등은 종래의 지방적 파벌투쟁을 청산하고 민족주의 운동전선을 통일하여 임시정부의 기초적 정당을 조직하고자 조완구·윤기섭·김구·엄항섭·김홍서·이시영·옥성빈·김철·안공근·한진교·김갑·김두봉·박찬익·선우혁·송병조·조상섭·이유필·차리석·김붕준·조소앙·백기준·박창세·최석순·장덕로·이탁·강창제 등 26명과 함께 상하이 프랑스 조계 브르니에 드 몽모랑 거리 (Rue Brenier de Montmorand) 푸징리(普慶里) 4호 임시정부 판공처(辦公處) 내에서 한국독립당 결당식을 올렸다. 이동녕·안창호·이유필·김두봉·안공근·조완구·조소앙의 7명이 기초위원이 되어 당의와 당강을 기초하여 가결하였다.
한국독립당과 임시 정부는 1930년 출범 초기에는 중국 국민당 정부처럼 이당치국의 체제를 표방하였기 때문에 한국독립당이 곧 임시 정부 그 자체였다. 하지만 점차적으로 다원주의에 입각하여 임정의 여당 형태로 변하였다.

### 조선민족혁명당으로 통폐합 (1935년)
1935년 5월 해체를 선언한 뒤, 신한독립당·의열단·조선혁명당·대한독립당과 함께 조선민족혁명당(1935년 7월)으로 통폐합되었다.

### 한국독립당 재건 (1935년)
하지만 조선민족혁명당이 사회주의 계열의 김원봉과 의열단계에 의해 주도되어가자 조소앙 등은 9월 하순에 민족혁명당을 탈당하고 1935년 9월 25일, 한국독립당을 재건하였다. 한편 조선민족혁명당에 참가하는 데 반대했던 김구는 1935년 11월 한국국민당을 창당하였으며, 1937년 3월에 지청천 역시 민족혁명당을 탈당하고, 4월에 조선혁명당을 창당하였다.

### 한국광복운동단체연합회 참여 (1937년)
한국독립당은 위의 두 당과 합당을 논의하여 1937년 8월 1일에 우익계열 독립운동 단체들의 연합체인 한국광복운동단체연합회를 결성하였다. 1939년 9월에는 한국독립당을 포함한 한국광복운동단체연합회 산하 단체들과 좌익계열 독립운동 단체들의 연합체 조선민족전선연맹 산하 단체들 간의 통합 논의가 진행되어 좌우익을 아우르는 독립운동 단체들의 연합체 전국연합진선협회가 결성되었다.

### 민족진영 3당의 한국독립당으로의 통폐합 (1940년)
이후 중일전쟁 도중인 1940년 5월 충칭으로 옮겨온 뒤 우익 3당 한국국민당, 한국독립당, 조선혁명당 간의 통합을 이루어 김구를 중심으로 한 한국독립당으로 개편되면서 임시정부의 여당이 되었다. 1942년 10월 김원봉의 조선민족혁명당이 임시정부에 참가한 이후로는 좌익계열과도 협력하였다.
한국독립당 하와이 지부를 설치하고 한국독립당 하와이 지부라고 하였다. 한국독립당 하와이 지부에 이승만, 서재필 등이 입당하였고, 1945년 10월 이승만이 정파 정치에 반대하며 탈당하였고, 1948년 1월 임병직 등이 탈당할 때까지도 활발하게 활동하고 있었다.
1944년 당시 한국독립당 소속의 명단은 다음과 같다. 김구, 이시영, 조완구, 양우조, 유진동, 조성환, 박찬익, 지청천, 조소앙, 민필호, 조시원, 김관오, 방순희, 마초군, 문덕홍, 안원생, 안봉순, 심광식, 안훈, 엄항섭, 신환, 이상만, 차리석, 김학규, 이복원.

### 광복 후 (1945년)
한국민주당과 함께 양대 우익정당으로 알려지며 활동하였다. 다만 1945년 한국독립당의 강령을 보면 사회민주주의자였던 조소앙의 삼균주의에 많은 영향을 받아 기본강령엔 계획경제, 민주공화국, 국비교육이 명시되었고, 행동강령에도 토지 국유, 극빈 농민 우선권, 적산 국유 등이 명시되어있어 사실 당시 반공 세력이면 죄다 우익으로 분류해서 그렇지 현대식 구분으로 보면 우익정당이라고 보기엔 어려운 측면도 있다. 하여튼 냉전 당시 우익진영의 적대세력은 공산 진영이였으나, 친일청산 문제 때문에 한국독립당은 한국민주당과도 사이가 좋지 않았다.
1946년 4월 18일 한국독립당·국민당·신한민족당 등 3당이 한국독립당으로 통폐합되었다는 성명서를 발표하였다.
1947년 6월 초 김규식 및 여운형과 노선을 같이하던 한독당 내의 안재홍, 박용희, 조헌식, 이의식, 이승복, 장지필, 엄우룡 등 구 국민당 세력은 김구 등의 반탁 노선에 반기를 들고 미소공위의 성사를 위해 한독당을 탈당하였다. 이들은 '우리 민족의 총의인 자주독립을 쟁취키 위해서는 기동성 있는 총명 과감한 발전적 투쟁을 요한다' 면서 미소공위에 지지를 보내는 것이 필요하다고 주장하였다. 1947년 6월 미소 공위의 참석에 찬성하는 혁신파와 민주파는 한독당을 이탈하여 신한국민당과 민주독립당을 결성하였다.
5·10총선거 당시 김구 중심의 한국독립당이 단독정부수립에 반대하여 불참하자, 제헌국회에서는 5·10총선거를 추진하던 이승만계열 및 지주와 적산불하 자본가 계급이 중심이 되었던 한국민주당이 대다수 의석을 차지하였다. 1949년 신익희 등이 탈당하여 민주국민당으로 갔고, 조소앙이 탈당하여 사회당을 창당하였으며 이시영, 이범석 등은 이승만 진영으로 가면서 와해되었다.

### 대한민국 정부 수립 후 (1948년)
김구의 사망 후 조완구가 한독당의 당위원장으로 추대되었지만, 한독당은 김구와 함께 사멸의 길로 들어서고 말았다. 이승만 정권의 노골적인 탄압도 문제였지만, 김구 사망 이후 구심점도 없고 민심의 지지를 받지 못한 것도 문제였다.
1962년 10월 한국독립당을 지키고 있던 김홍일을 중심으로 한 일파에 의해 구국일념의 야당을 선언하면서 재건되었으나, 1962년 제6대 국회의원 선거에서 단 한 명의 당선자도 내지 못하였고, 1965년 보궐선거에서 김두한이 당선되어 원내의석을 가진 정당이 되었다.
1967년 제6대 대통령 선거에 전진한을 후보로 지명하였지만 낙선하고, 제7대 국회의원 선거에도 모두 낙선하였다. 1969년 김학규에 의해 다시 재건되었고, 자유당 등 보수정당으로 흡수되지 않은 나머지 재건파는 1970년 1월 25일 제7대 대통령 선거를 1년 앞두고 야당통합 움직임에 따라 신민당, 민주국민당 등에 흡수되었다.

## 역대 대선 결과
|  | 6.63% |

|  | 2.13% |

## 역대 총선 결과
|  | 0.5% |

|  | 0.5% |

|  | 0% |

|  | 0% |

|  | 0% |

|  | 0% |

|  | 0% |

|  | 1.4% |

|  | 0% |

|  | 0% |

|  | 2.2% |

|  | 0% |

## 역대 재보궐선거 결과
| 실시년도 | 선거        | 국회의원  | 국회의원 |
| 실시년도 | 선거        | 당선자 수 | 당선비율 |
| -------- | ----------- | --------- | -------- |
| 1965년   | 11·9 재보선 | 1/5       | 20.0%    |

## 같이 보기
- 한국독립군
- 한독당 내란음모사건
- 민족자주연맹
- 한국민주당